# Jocelyn Bar
Jocelyn Bar, né le 7 octobre 1988 à Dunkerque, est un coureur cycliste français.

## Biographie

### En club
Jocelyn Bar commence sa carrière de cycliste au SM Petite-Synthe en 1998. En 2005, au moment de passer junior, il rejoint l'équipe de l'ESEG Douai avec laquelle il participera à de nombreuses courses dans la région Nord-Pas-de-Calais, comme le Paris-Roubaix juniors, en Belgique, comme Gand-Menin, mais aussi dans le reste de la France par l'intermédiaire de la sélection régionale comme la Classique des Alpes juniors.
En 2007, pour son passage dans la catégorie espoir,  il choisit de rejoindre le CC Nogent-sur-Oise, club de division nationale 1, le plus haut niveau amateur français, réputé pour avoir fait passer rapidement de nombreux espoirs. 
En 2009, il est stagiaire dans l'équipe de la Française des jeux. En 2010, il passe professionnel au sein de l'équipe Roubaix Lille Métropole dirigée par Cyrille Guimard. Son contrat n'est pas renouvelé l'année suivante et il doit donc redescendre au niveau amateur. Il s'engage avec le club de Dunkerque, en déclarant faire désormais du vélo exclusivement pour son plaisir.

### En sélection
Jocelyn Bar a fait partie de l'équipe de France espoirs. Il a compté au total une vingtaine de sélections. Il a ainsi participé à de nombreuses épreuves de la coupe des nations espoir : le Tour des Flandres espoirs, la Coupe des nations Ville Saguenay (Canada), le Grand Prix du Portugal ou la Côte picarde.

## Palmarès
- 2006
  - 2e du Circuit Mandel-Lys-Escaut juniors
- 2007
  - Classement général du Loire-Atlantique Espoirs[5],[6].
- 2008
  - 3e du Grand Prix Guillaume Tell
- 2009
  - Grand Prix de Saint-Saëns
  - 3e du Tour du Pays du Roumois